# Massaga
Massaga is een geslacht van vlinders van de familie Uilen (Noctuidae), uit de onderfamilie Agaristinae.

## Soorten
- M. angustifascia Rothschild, 1896
- M. hesparia (Cramer, 1775)
- M. maritona Butler, 1868
- M. monteirona Butler, 1874
- M. noncoba Kiriakoff, 1974
- M. tenuifascia (Hampson, 1910)
- M. virescens Butler, 1874
- M. xenia (Jordan, 1913)